# Франц Гуидобалд Фугер фон Кирхберг-Вайсенхорн
Франц Гуидобалд Фугер фон Кирхберг-Вайсенхорн (на немски: Franz Guidobald Fugger Graf zu Kirchberg und Weissenhorn; * 3 март 1663 в Мюнхен; † 18 януари 1731 в Бон) е граф от род Фугер-Кирхберг-Вайсенхорн.
Той е вторият син (от 9 деца) на граф Бонавентура Фугер фон Кирхберг-Вайсенхорн (1619 – 1693), господар на Кирххайм и Шмихен, и съпругата му фрайин Клаудия фон Мерци (1631 – 1708), дъщеря на фрайхер Франц фон Мерци и Анна Мария фон Шауенбург. Внук е на генерал граф Ото Хайнрих Фугер (1592 – 1644), императорски губернатор в Аугсбург, и втората му съпруга фрайин Мария Елизабет фон Валдбург-Цайл (1600 – 1660). Брат е на Йохан Мамсимилиан Йозеф (* 7 октомври 1661, Мюнхен; † 18 ноември 1731, Мюнхен), господар на Кирххайм, Шмихен и Тюркенфелд.

## Фамилия
Франц Гуидобалд Фугер фон Кирхберг-Вайсенхорн се жени на 24 ноември 1695 г. в Мюнхен за (фрайин) Анна Ребека Дилберг фон Алтен († 5 юни 1742). Те имат една дъщеря:
- Анна Ребека Фугер († 27 декември 1731), омъжена на 10 февруари 1715 г. в Лиеж за граф и маркиз Николас Максимилиен Едмонд Йозеф д'Арберг де Валенгин (* ок. 1681; † 28 ноември 1767)